# هسکل وکسلر
هسکل وکسلر (انگلیسی: Haskell Wexler؛ زادهٔ ۶ فوریهٔ ۱۹۲۲-درگذشته۲۷ دسامبر ۲۰۱۵) یک مدیر فیلم‌برداری، تهیه‌کننده و کارگردان اهل ایالات متحده آمریکا بود. وی که یکی از مشهورترین مدیران فیلمبرداری جهان بود برای فیلم‌های چه کسی از ویرجینیا وولف می‌ترسد؟ و در راه افتخار جایزه اسکار بهترین فیلمبرداری را از آن خود کرده بود.

وکسلر جز معدود فیلمبردارانی است که دارای یک ستاره در پیاده‌روی مشاهیر هالیوود هستند.

## فیلم‌شناسی
- آمریکا، آمریکا (۱۹۶۳)
- عزیز (۱۹۶۵)
- چه کسی از ویرجینیا وولف می‌ترسد؟ (فیلم) (۱۹۶۶)
- دیوانه از قفس پرید (۱۹۷۵) نامزد اسکار
- زیرزمین (۱۹۷۶) هنرپیشه
- در راه افتخار (۱۹۷۶)
- نگاهی به بیرون (۱۹۸۲)
- مردی که زن‌ها را دوست داشت (۱۹۸۳)
- عمو گوشت (۱۹۸۷)
- بازگشت به وطن (۱۹۷۸)
- لیمبو (۱۹۹۹)
- شهر نقره‌ای (۲۰۰۴)
- در گرمای شب (۱۹۶۷)
- رسانه‌ها احساس ندارند